# Deutsche Fernkabel Gesellschaft
Die Deutsche Fernkabel-Gesellschaft mbH (DFKG) war ein deutsches Telekommunikationsunternehmen. 

## Geschichte

### Gründung und Entwicklung bis 1945
Die Gesellschaft wurde mit dem Ziel, das unterirdische Fernmeldenetz im Deutschen Reich aufzubauen am 7. April 1921 mit Sitz in Berlin-Charlottenburg von den Gesellschaftern Deutsches Reich (Reichspost / Reichspostministerium), Siemens & Halske, AEG, Felten & Guilleaume sowie drei kleineren Kabelproduzenten gegründet.
Ziel war es, den einheitlichen Aufbau des deutschen Fernmeldeweitverkehrsnetzes unter Ausnutzung aller technischen Fortschritte zu ermöglichen. Alle von den Gesellschaftern erworbenen Patente, Schutzrechte und Erfahrungen konnte die DFKG bei der Ausführung ihrer Arbeiten anwenden. Umgekehrt standen alle eigenen Patente, Schutzrechte und Erfahrungen den Gesellschaftern zur Verfügung.
Sinn der Gesellschaft war es, ein Kartell aus Auftraggeber (Ministerium) und Lieferanten (Kabelproduzenten) für die Beschaffung von Fernkabeln sowie für ihre Verlegung und Garantie zu bilden. Zu dieser Zeit waren die Beschaffungsmärkte national abgeschottet, der Schutz der einheimischen Industrie ein industriepolitisches Ziel und Kartelle in der Industrie akzeptiert und weit verbreitet. Das Ministerium, das die Kartellgründung verlangte, wollte damit seine Abhängigkeit von Siemens & Halske begrenzen, indem dem Marktführer ein fester Marktanteil bewilligt wurde. Siemens besaß die wesentlichen Patente für Pupin-Kabel. Die industrielle Basis für die Kabelproduktion wurde erweitert, indem drei kleinere Kabelproduzenten (ohne Patente) an der Gesellschaft beteiligt wurden. 
Nach dem Anschluss Österreichs 1938 wurden die österreichischen Kabelunternehmen an der DFKG beteiligt. 1943 scheiterte der Versuch, das Modell auf den gesamten deutschen Machtbereich im Rahmen einer Internationalen Fernkabel-Gesellschaft auszudehnen.
Von 1921 bis 1943 gab die DFKG die Fachzeitschrift „Europäisches Fernsprechwesen“ sowie deren Beiheft „Europäischer Fernsprechatlas“ heraus.

### Entwicklung nach 1945
Nach dem Zweiten Weltkrieg wurde der operative Sitz nach Rastatt verlagert. Anfang der 1970er Jahre waren als Gesellschafter an der GmbH beteiligt:
1. Deutsche Bundespost
2. Siemens AG, Berlin und München
3. Telefunken GmbH, Berlin
4. Felten & Guilleaume Carlswerk AG, Köln
5. Kabel- und Metallwerke Gutehoffnungshütte AG, Hannover
6. Süddeutsche Kabelwerke, Zweigniederlassung der Vereinigte Deutsche Metallwerke AG, Mannheim
7. Vereinigte Draht- und Kabelwerke AG, Berlin und Duisburg
8. Kabelwerk Rheydt AG, Rheydt
9. Wiener Kabel- und Metallwerke AG, Wien
10. Standard Elektrik Lorenz AG, Stuttgart
11. Kabel- und Metallwerke Neumeyer GmbH, Nürnberg.

Das Arbeitsprogramm der DFKG umfasste die Mitwirkung bei der Auskundung der Fernkabelanlagen, die Verlegung, Montage und den elektrischen Ausgleich der Kabel, ferner der Einbau von Druckgasschutzeinrichtungen eigener Produktion. Die DFKG leistete Gewähr für die Einhaltung der von der Deutschen Bundespost tiefbauteschnisch, elektrisch und pneumatisch geforderten Pflichtenwerte. Durch Geschäftsvertrag und Satzung war eine enge Zusammenarbeit zwischen der Bundespost und der DFKG sichergestellt.
Ab 1986 war die Deutsche Bundespost, später die Deutsche Telekom AG alleiniger Gesellschafter, da die Europäische Kommission die Gesellschaft als ein Kartell eingeschätzt hatte. Nach 1989 erfolgte die teilweise Rückverlagerung nach Berlin.
Ab dem 1. Februar 1995 nannte sich das Unternehmen DeTeLine Deutsche Telekom Kommunikationsnetze GmbH. 
2003 fusionierte die Gesellschaft mit der T-Data Ges. für Datenkommunikation mbH zur Network Projects & Services GmbH. Diese ging 2005 einerseits in der T-Systems Business Services GmbH und in der Vivento Technical Services GmbH auf. Diese wurde zum 1. Januar 2008 an Nokia Siemens Networks Services GmbH & Co. KG, ein Joint Venture von Siemens und Nokia, verkauft.